# Monsters and Critics
Monsters and Critics est un blogue d'information couvrant de larges domaines de l'actualité.

## Histoire
Il a été créé en 2003 par le Britannique James Wray (directeur de publication, résidant à Glasgow, en Écosse) et l'Allemand Ulf Stabe (administrateur et programmeur, résidant à Hambourg).

## Contenu
On y trouve des sections consacrés à l'actualité internationale, aux arts et spectacles, aux sciences et techniques, etc. Les sources sont variées, incluant par exemple des agences de presse de réputation internationale, comme la Deutsche Presse-Agentur (dpa) ou United Press International (UPI).

## Autres caractéristiques
Comme dans un blogue traditionnel, n'importe quel article peut être commenté par les visiteurs, sans contrôle préalable. La modération des commentaires n'intervient qu'a posteriori.